# August Naegle

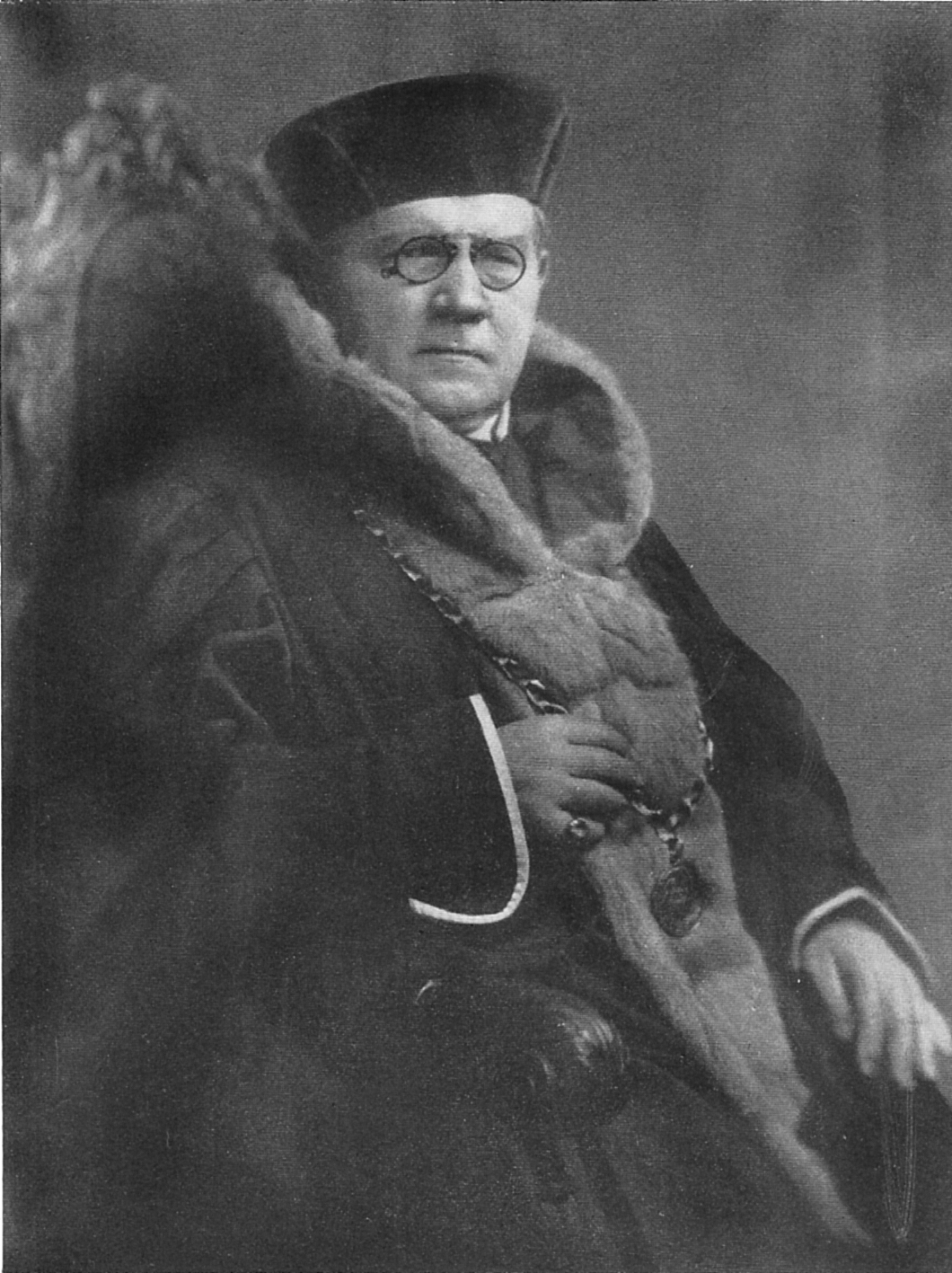
August Naegle als Rektor der Universität Prag

August Naegle (* 28. Juli 1869 in Annweiler am Trifels, Pfalz; † 12. Oktober 1932 in Prag) war ein deutscher katholischer Theologe und Kirchenhistoriker. Als „Eiserner Rektor“ der Deutschen Universität Prag erreichte er in den Jahren bis 1932, dass eine deutschsprachige Universität in der 1918 gegründeten Tschechoslowakei erhalten blieb.

## Leben
August Naegle kam als Sohn des Ehepaares Thomas Naegle (1838–1920), Hauptlehrer in Annweiler am Trifels und Maria Josephine, geborene Schmitt (1842–1909), Tochter eines Winzer und Gutsbesitzer in Edesheim zur Welt. Nach dem Abitur am Bischöflichen Konvikt in Speyer folgte im Wintersemester 1887/88 ein Theologiestudium an der Universität München; im Wintersemester 1888/89 immatrikulierte er sich an der Universität Würzburg. Er wurde während des Studiums Mitglied der katholischen Studentenverbindungen KDStV Aenania München und KDStV Markomannia Würzburg.
Am 25. November 1891 erhielt er von Bischof Joseph Georg von Ehrler in Speyer die Priesterweihe.
Neben weiteren Studien an der Universität Würzburg wirkte er als Kaplan in Retzbach, (Unterfranken), in Annweiler und Weyher (Bistum Speyer) sowie als Seelsorger (Hausgeistlicher) bei einer Adelsfamilie in Bregenz.
An der Universität Würzburg wurde er am 27. Juli 1898 zum Doktor der Theologie promoviert. Seit Januar 1901 wirkte er als königlicher Hofpriester in München. Als er seine Studien wieder aufnahm, erfolgte am 28. Februar 1903 an der Katholisch-Theologischen Fakultät der Universität München in Dogmengeschichte und Dogmatik die Habilitation. Am 1. Oktober 1903 wurde er außerordentlicher Professor für Kirchengeschichte und Patrologie an der Theologischen Hochschule in Passau.

### Wissenschaftler in Prag

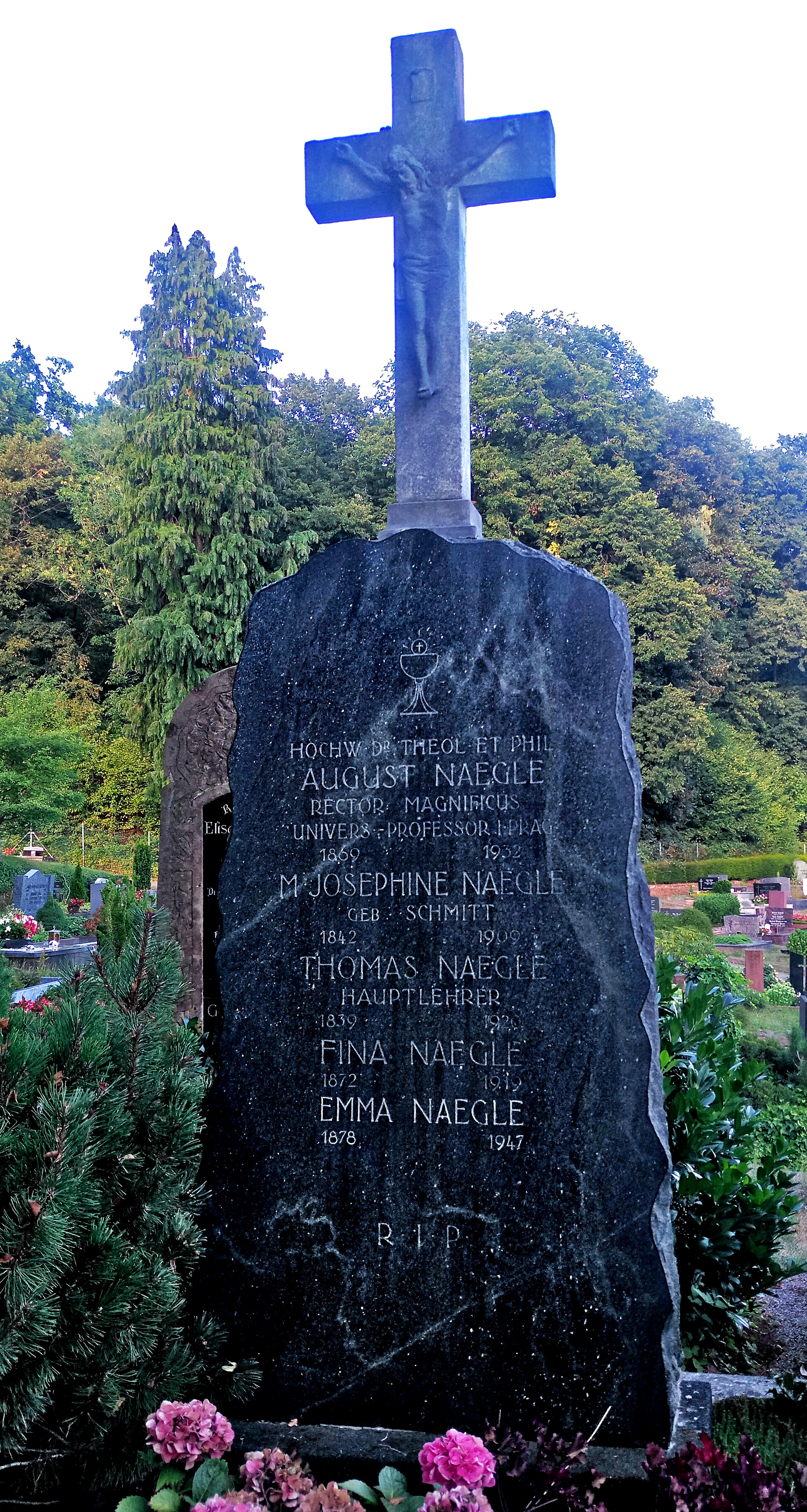
Grabstätte von Professor August Naegle und Eltern, Friedhof Annweiler

Drei Jahre später, am 1. November 1906, erhielt August Naegle eine Professur für Kirchengeschichte und Patrologie an der Theologischen Fakultät der Deutschen Karl-Ferdinands-Universität in Prag. Viermal bekleidete er das Amt des Dekans dieser Fakultät, zwei Jahre nacheinander das Amt des Rektors der Universität (1918/19 und 1919/20), – was einmalig in der Geschichte der Prager Universität ist – und ein drittes Mal im Studienjahr 1929/30, wo er trotz geschwächter Gesundheit die einstimmige Wahl annahm.
Nach 1918 (Ende Erster Weltkrieg), der Gründung der Tschechoslowakei, der Neuordnung der Karls-Universität Prag mit der Zulassung von Frauen zum Studium in Prag (siehe auch: Frauenstudium im deutschen Sprachraum) trat Naegle als entschiedener Verfechter der Rechte der Deutschen Universität hervor. Ihm ist es zu verdanken, dass nach der Proklamation der Tschechoslowakei die Deutsche Universität erhalten blieb; er erhielt deshalb zur Erinnerung den Ehrennamen »Eiserne Magnifizenz«. Als Naegle 1918 zum Rektor der deutschen Karl-Ferdinands-Universität Prag gewählt wurde, stellte sich die Frage nach dem Weiterbestehen dieser Universität vor allem im Insignienstreit, und nicht nur, ob sie neben der tschechischsprachigen Universität Univerzita Karlova staatlich anerkannt wurde. Naegle gelang es, in mühevollen Verhandlungen die Existenz zu sichern und das Universitätsgesetz gegenüber dessen ursprünglicher Fassung zu mildern. Er erreichte, dass es zu seinen Lebzeiten nicht mehr durchgeführt wurde.
Seit seiner Ankunft in Prag widmete sich Naegle auch intensiver wissenschaftlicher Tätigkeit auf dem Gebiet der Kirchengeschichte in Böhmen sowie populärwissenschaftlicher Mitarbeit in zahlreichen Organisationen der Deutschen der Ersten Tschechoslowakischen Republik, u. a. im Verein für Geschichte der Deutschen in Böhmen, Mitglied der Gesellschaft zur Förderung der deutschen Wissenschaft, Kunst und Literatur. 1926 wurde er Senator der Deutschen Akademie der Wissenschaften in München.

### Politisches Wirken
August Naegle gehörte der deutschen christlich-sozialen Partei und seit 1920 der Deutschen Nationalpartei in der Tschechoslowakei an und war für diese 1920 bis 1925 Fraktionsvorsitzender im Senat. Als es 1920 darum ging, einen Deutschen als Gegenkandidaten zu Tomáš Garrigue Masaryk für das Amt des Staatspräsidenten zu benennen, einigten sich alle deutschen Parteien auf ihn. Naegle entfaltete nicht nur eine reiche Lehrtätigkeit; 1930 wählten ihn Volksvertreter der Sudetendeutschen zu ihrem Vertreter bei der zweiten Präsidentenwahl.
Mit seinem Tod 1932 in Prag verloren die katholischen Sudetendeutschen einen ihrer geistigen Führer, die Universität einen angesehenen Gelehrten, ihre »Eiserne Magnifizenz« und die Römisch-katholische Kirche einen guten Priester. Sein Leichnam wurde am 14. Oktober 1932 in Prag-Smíchov auf dem Friedhof Malvazinka bestattet, Anfang März 1936 nach seinem Geburtsort Annweiler gemäß letztem Wunsch überführt und dort am 4. März auf dem Bergfriedhof beigesetzt.
Sein Nachfolger auf dem Lehrstuhl wurde Eduard Winter.

## Schriften
Naegles Werke beschäftigen sich vor allem mit dem Kirchenlehrer Johannes Chrysostomus sowie mit der Kirchengeschichte in Böhmen, welche auch den Landesheiligen Wenzel von Böhmen und die Zeit der Hussiten umfasste.
- Die Eucharistielehre des Hl. Johannes Chrysostomus, 1900
- Ratramnus und die hl. Eucharistie. Zugleich eine dogmatisch-historische Würdigung des ersten Abendmahlsstreites, 1903
- Die angebliche Taufe des Böhmenherzog Boriwoj, 1910
- Die Gründung des Bistums Prag, 1910
- Germanische Christen in Böhmen vor Einwanderung der Slawen, 1913
- Kirchengeschichte Böhmens, 1915–1918
- Die feierliche Haarschur und Haarweihe des Hl. Wenzel, 1917
- Die Prager deutsche Universität nach dem Umbruch, 1921
- August Naegle, Dominik Duka (Vorwort): Der heilige Wenzel, der Landespatron Böhmens. 1. Auflage. Verlagsbuchhandlung Sabat, Kulmbach 2014, ISBN 978-3-943506-22-8, S. 160.